# Liste der denkmalgeschützten Objekte in Rust (Burgenland)
Die Liste der denkmalgeschützten Objekte in Rust enthält die 79 denkmalgeschützten, unbeweglichen Objekte der Stadt Rust im Burgenland in Österreich.

## Denkmäler
| Foto  |                 | Denkmal                                                                                             | Standort                                     | Beschreibung | Metadaten |
| ----- | --------------- | --------------------------------------------------------------------------------------------------- | -------------------------------------------- | --- | --- |
| ja    | Datei hochladen | Kriegerdenkmal HERIS-ID: 111185 Objekt-ID: 128973                                                   | gegenüber Conradplatz 3 Standort KG: Rust    | | BDA-Hist.: Q37822486 Status: Bescheid Stand der BDA-Liste: 2025-06-30 Name: Kriegerdenkmal GstNr.: 164/2 Kriegerdenkmal Rust                                                                                           |
| ja    | Datei hochladen | Rathaus HERIS-ID: 4613 Objekt-ID: 466                                                               | Conradplatz 1 Standort KG: Rust              | Ein Dreiflügelbau, ursprünglich aus dem 16. Jahrhundert. Laut Inschrift am Westportal: Erbaut Anno 1676, Renovirt Anno 1703. | BDA-Hist.: Q38015054 Status: Bescheid Stand der BDA-Liste: 2025-06-30 Name: Rathaus GstNr.: 165 Rathaus Rust (Burgenland)                                                                                              |
| ja    | Datei hochladen | Bürgerhaus, Kremayrhaus und Stadtmuseum HERIS-ID: 33310 Objekt-ID: 30702                            | Conradplatz 2 Standort KG: Rust              | Ein zweigeschoßiges, behäbiges Bürgerhaus aus der 1. Hälfte des 17. Jahrhunderts und 18. Jahrhunderts. | BDA-Hist.: Q37951337 Status: Bescheid Stand der BDA-Liste: 2025-06-30 Name: Bürgerhaus, Kremayrhaus und Stadtmuseum GstNr.: 250 Conradplatz 2 (Rust)                                                                   |
| ja    | Datei hochladen | Evangelische Pfarrkirche A.B. HERIS-ID: 4619 Objekt-ID: 473                                         | bei Conradplatz 4 Standort KG: Rust          | 1784/1785 von Laurenz Neumayer aus Ödenburg errichtet, wobei der vorgelagerte Turm erst 1896 nach Plänen von Ludwig Schöne angebaut wurde. | BDA-Hist.: Q33524043 Status: Bescheid Stand der BDA-Liste: 2025-06-30 Name: Evang. Pfarrkirche A.B. GstNr.: 254/1, 254/2 Evangelische Pfarrkirche Rust                                                                 |
| ja    | Datei hochladen | Evangelisches Pfarramt HERIS-ID: 21694 Objekt-ID: 18015                                             | Conradplatz 4 Standort KG: Rust              | Das Tor zum Konventkeller an der Straßenfront ist im Keilstein mit 1722 bezeichnet, der Rahmen des Fensters darüber mit 1560. Die Hoffassade mit einer barocken Eisentür wurde später modernisiert.                                                                                 | BDA-Hist.: Q37864300 Status: Bescheid Stand der BDA-Liste: 2025-06-30 Name: Evang. Pfarramt GstNr.: 252, 253 Evang. Pfarramt, Rust                                                                                     |
| ja    | Datei hochladen | Bürgerhaus HERIS-ID: 4620 Objekt-ID: 474                                                            | Conradplatz 5a Standort KG: Rust             | Ein Bürgerhaus mit einem dörflichen Charakter aus dem 17. und 18. Jahrhundert. | BDA-Hist.: Q38018006 Status: Bescheid Stand der BDA-Liste: 2025-06-30 Name: Bürgerhaus GstNr.: 256/2, 256/3, 257/2, 259, 255/2, 256/4, 257/1, 258, 256/1 Conradplatz 5 (Rust)                                          |
| ja    | Datei hochladen | Bürgerhaus HERIS-ID: 4622 Objekt-ID: 476                                                            | Conradplatz 9 Standort KG: Rust              | Ein modernisiertes Haus, wobei die Hoftrakte aus dem 18. Jahrhundert stammen. Über dem Hoftor eine Wappenkartusche, datiert mit 1717. | BDA-Hist.: Q38018548 Status: Bescheid Stand der BDA-Liste: 2025-06-30 Name: Bürgerhaus GstNr.: 2/2, 2/3, 2/4, 2/1 Conradplatz 9 (Rust)                                                                                 |
| ja    | Datei hochladen | Bürgerhaus mit Stadtmauer HERIS-ID: 4614 Objekt-ID: 467                                             | Conradplatz 10 Standort KG: Rust             | Modernisiertes Haus aus dem 17. und 19. Jahrhundert. Die Scheune ist mit 1796 datiert. | BDA-Hist.: Q38015459 Status: Bescheid Stand der BDA-Liste: 2025-06-30 Name: Bürgerhaus mit Stadtmauer GstNr.: 7 Conradplatz 10 (Rust)                                                                                  |
| ja    | Datei hochladen | Bürgerhaus mit Stadtmauer HERIS-ID: 4615 Objekt-ID: 468                                             | Conradplatz 11 Standort KG: Rust             | Die Hoftrakte stammen aus dem 17. und 18. Jahrhundert. | BDA-Hist.: Q38016060 Status: Bescheid Stand der BDA-Liste: 2025-06-30 Name: Bürgerhaus mit Stadtmauer GstNr.: 8/2, 9, 11/2, 11/4, 8/1, 11/3, 11/5, 10, 11/8 Conradplatz 11 (Rust)                                      |
| ja    | Datei hochladen | Bürgerhaus mit Stadtmauer HERIS-ID: 4616 Objekt-ID: 469                                             | Conradplatz 12 Standort KG: Rust             | Fassade mit Stuckdekor aus dem 19. Jahrhundert. Hoftrakt mit zweigeschoßigen Laubengang, bezeichnet mit 1608 bzw. ein Schild mit Datierung 1619. | BDA-Hist.: Q38016578 Status: Bescheid Stand der BDA-Liste: 2025-06-30 Name: Bürgerhaus, mit Stadtmauer GstNr.: 27, 21 Conradplatz 12 (Rust)                                                                            |
| ja    | Datei hochladen | Bürgerhaus mit Stadtmauer HERIS-ID: 4617 Objekt-ID: 470                                             | Conradplatz 13 Standort KG: Rust             | Wohntrakt 1642 errichtet mit einer Fassade aus dem 3. Viertel des 19. Jahrhunderts. Der Hoftrakt wurde im 17. und 18. Jahrhundert gebaut. | BDA-Hist.: Q38017091 Status: Bescheid Stand der BDA-Liste: 2025-06-30 Name: Bürgerhaus mit Stadtmauer GstNr.: 22 Conradplatz 13 (Rust)                                                                                 |
| ja    | Datei hochladen | Bürgerhaus, mit Stadtmauer HERIS-ID: 4618 Objekt-ID: 471                                            | Conradplatz 14a Standort KG: Rust            | Ursprünglich aus dem 16. Jahrhundert. Der linke Trakt mit rundbogigem Einfahrtstor ist vorgezogen. | BDA-Hist.: Q38017337 Status: Bescheid Stand der BDA-Liste: 2025-06-30 Name: Bürgerhaus, mit Stadtmauer GstNr.: 28/2, 28/8, 26, 28/4 Conradplatz 14 (Rust)                                                              |
| ja    | Datei hochladen | Wohn-/Vorstadthaus HERIS-ID: 21128seit 2023                                                         | Franz Josefs-Platz 11 Standort KG: Rust      | | BDA-Hist.: Q119231278 Status: Bescheid Stand der BDA-Liste: 2025-06-30 Name: Wohn-/Vorstadthaus GstNr.: 437 Franz-Josefs-Platz 11 (Rust)                                                                               |
| ja    | Datei hochladen | Bürgerhaus, mit Stadtmauer HERIS-ID: 4623 Objekt-ID: 477                                            | Hauptstraße 1 Standort KG: Rust              | Bürgerhaus mit gemalter Diamantquaderungl. Um vier Fenster im Obergeschoß ältere Dekoration in Sgraffito, datiert mit 1632. | BDA-Hist.: Q38019035 Status: Bescheid Stand der BDA-Liste: 2025-06-30 Name: Bürgerhaus, mit Stadtmauer GstNr.: 29/1, 30, 31 Hauptstraße 1 (Rust)                                                                       |
| ja    | Datei hochladen | Bürgerhaus HERIS-ID: 4632 Objekt-ID: 486                                                            | Hauptstraße 2 Standort KG: Rust              | Bürgerhaus aus dem 17. und 18. Jahrhundert. Am Eck ein Rundecker, der als Rondell zur Stadtbefestigung von 1512 gehörte. | BDA-Hist.: Q38022132 Status: Bescheid Stand der BDA-Liste: 2025-06-30 Name: Bürgerhaus GstNr.: 163/5 Hauptstraße 2 (Rust)                                                                                              |
| ja    | Datei hochladen | Bürgerhaus mit Stadtmauer HERIS-ID: 4640 Objekt-ID: 494                                             | Hauptstraße 3 Standort KG: Rust              | Bemerkenswertes fünfachsiges Haus mit Putzdekor. In der Mittelachse ein Portal mit geschweifter Verdachung und Wappen. Darüber ein Doppelfenster mit reichem Rahmen und Wappen der Familie Conrad, bezeichnet 1640. Es ist der Sitz des Weingutes Feiler-Artinger.                  | BDA-Hist.: Q38024985 Status: Bescheid Stand der BDA-Liste: 2025-06-30 Name: Bürgerhaus mit Stadtmauer GstNr.: 40/2, 40/3, 40/4, 40/5, 40/6, 39/1, 39/2, 39/3 Hauptstraße 3 (Rust)                                      |
| ja    | Datei hochladen | Bürgerhaus HERIS-ID: 4642 Objekt-ID: 496                                                            | Hauptstraße 4 Standort KG: Rust              | Das einfache eingeschoßige Haus mit einer Tramdecke über der Einfahrt stammt aus der 1. Hälfte des 19. Jahrhunderts. | BDA-Hist.: Q38025460 Status: Bescheid Stand der BDA-Liste: 2025-06-30 Name: Bürgerhaus GstNr.: 158, 159, 160/2, 154 Hauptstraße 4 (Rust)                                                                               |
| ja    | Datei hochladen | Bürgerhaus HERIS-ID: 4643 Objekt-ID: 497                                                            | Hauptstraße 5 Standort KG: Rust              | Ein Bürgerhaus aus dem 17. Jahrhundert mit einem Erker auf Volutenkonsolen und einem Rundbogenportal. | BDA-Hist.: Q38025638 Status: Bescheid Stand der BDA-Liste: 2025-06-30 Name: Bürgerhaus GstNr.: 41/4, 41/3, 41/2, 41/6, 41/7, 41/9, 41/5, 41/8 Hauptstraße 5 (Rust)                                                     |
| ja    | Datei hochladen | Bürgerhaus mit Stadtmauer HERIS-ID: 4644 Objekt-ID: 498                                             | Hauptstraße 7 Standort KG: Rust              | Ein Bürgerhaus aus dem 18. Jahrhundert mit einer gemalten Diamantquaderung und Fenstern mit Stuckdekor. | BDA-Hist.: Q38025720 Status: Bescheid Stand der BDA-Liste: 2025-06-30 Name: Bürgerhaus mit Stadtmauer GstNr.: 47 Hauptstraße 7 (Rust)                                                                                  |
| ja    | Datei hochladen | Bürgerhaus HERIS-ID: 4645 Objekt-ID: 499                                                            | Hauptstraße 8 Standort KG: Rust              | Ein einfaches Haust miter Erker auf drei Konsolen und einem Portal mit Keilstein, bezeichnet mit JD 1746. | BDA-Hist.: Q38025926 Status: Bescheid Stand der BDA-Liste: 2025-06-30 Name: Bürgerhaus GstNr.: 151 Hauptstraße 8 (Rust)                                                                                                |
| ja    | Datei hochladen | Bürgerhaus mit Stadtmauer HERIS-ID: 4646 Objekt-ID: 500                                             | Hauptstraße 9 Standort KG: Rust              | Haus mit „Fünfkirchner-Keramik-Fassadendekor“ und einer tonnengewölbter Einfahrt aus der 2. Hälfte des 19. Jahrhunderts. | BDA-Hist.: Q38026139 Status: Bescheid Stand der BDA-Liste: 2025-06-30 Name: Bürgerhaus mit Stadtmauer GstNr.: 48 Hauptstraße 9 (Rust)                                                                                  |
| ja    | Datei hochladen | Bürgerhaus HERIS-ID: 4624 Objekt-ID: 478                                                            | Hauptstraße 10 Standort KG: Rust             | | BDA-Hist.: Q38019436 Status: Bescheid Stand der BDA-Liste: 2025-06-30 Name: Bürgerhaus GstNr.: 148 Hauptstraße 10 (Rust)                                                                                               |
| ja    | Datei hochladen | Bürgerhaus mit Stadtmauer HERIS-ID: 4625 Objekt-ID: 479                                             | Hauptstraße 11 Standort KG: Rust             | Haus mit einem Fassadendekor um 1900 und einem Portal mit Kartusche, bezeichnet 1732. | BDA-Hist.: Q38019767 Status: Bescheid Stand der BDA-Liste: 2025-06-30 Name: Bürgerhaus mit Stadtmauer GstNr.: 52 Hauptstraße 11 (Rust)                                                                                 |
| ja    | Datei hochladen | Bürgerhaus HERIS-ID: 4626 Objekt-ID: 480                                                            | Hauptstraße 12 Standort KG: Rust             | Haus (östlicher Trakt) mit einer Fassadendekoration aus dem 19. Jahrhundert. | BDA-Hist.: Q38020298 Status: Bescheid Stand der BDA-Liste: 2025-06-30 Name: Bürgerhaus GstNr.: 144, 145, 146/1, 146/2, 147, 143 Hauptstraße 12 (Rust)                                                                  |
| ja    | Datei hochladen | Bürgerhaus HERIS-ID: 4627 Objekt-ID: 481                                                            | Hauptstraße 13 Standort KG: Rust             | Haus mit Fassadendekor aus dem 19. Jahrhundert. Einfahrt unter Platzlgewölben zwischen korbbogigen Gurten auf Pilastern. | BDA-Hist.: Q38020493 Status: Bescheid Stand der BDA-Liste: 2025-06-30 Name: Bürgerhaus GstNr.: 53 Hauptstraße 13 (Rust)                                                                                                |
| ja    | Datei hochladen | Bürgerhaus, Wenzelhaus HERIS-ID: 4628 Objekt-ID: 482                                                | Hauptstraße 15 Standort KG: Rust             | Haus mit barockem Fassadendekor und Putzfeldern. Einfahrt rundbogig mit Wappen der Familie Nattl, bezeichnet 1647. | BDA-Hist.: Q38020649 Status: Bescheid Stand der BDA-Liste: 2025-06-30 Name: Bürgerhaus, Wenzelhaus GstNr.: 58 Hauptstraße 15 (Rust)                                                                                    |
| ja    | Datei hochladen | Bürgerhaus mit Stadtmauer HERIS-ID: 4629 Objekt-ID: 483                                             | Hauptstraße 17 Standort KG: Rust             | | BDA-Hist.: Q38021056 Status: Bescheid Stand der BDA-Liste: 2025-06-30 Name: Bürgerhaus mit Stadtmauer GstNr.: 60, 61, 62/1, 62/2, 62/3, 62/4, 62/5, 62/6, 63, 64, 59 Hauptstraße 17 (Rust)                             |
| ja    | Datei hochladen | Bürgerhaus HERIS-ID: 4630 Objekt-ID: 484                                                            | Hauptstraße 18 Standort KG: Rust             | Kleines Haus aus dem 16. und 17. Jahrhundert mit steingerahmten Tor. | BDA-Hist.: Q38021258 Status: Bescheid Stand der BDA-Liste: 2025-06-30 Name: Bürgerhaus GstNr.: 108 Hauptstraße 18 (Rust)                                                                                               |
| ja    | Datei hochladen | Ehemaliges evangelisches Bethaus HERIS-ID: 4631 Objekt-ID: 485                                      | Hauptstraße 19 Standort KG: Rust             | Ein Haus aus dem 17. Jahrhundert mit einem Doppelfenster über dem Rundbogenportal. Im Inneren eine Wappenkartusche mit der Bezeichnung A.G.R.K 1657. | BDA-Hist.: Q38021739 Status: Bescheid Stand der BDA-Liste: 2025-06-30 Name: Ehem. evang. Bethaus GstNr.: 68 Ehemaliges evangelisches Bethaus (Rust)                                                                    |
| ja    | Datei hochladen | Bürgerhaus HERIS-ID: 4633 Objekt-ID: 487                                                            | Hauptstraße 20 Standort KG: Rust             | Haus mit schmalem Hof und ein Portal mit geschweiften Giebel. | BDA-Hist.: Q38022741 Status: Bescheid Stand der BDA-Liste: 2025-06-30 Name: Bürgerhaus GstNr.: 107 Hauptstraße 20 (Rust)                                                                                               |
| ja    | Datei hochladen | Bürgerhaus, ehem. Ackerbürgerhaus mit Stadtmauer HERIS-ID: 4634 Objekt-ID: 488                      | Hauptstraße 21 Standort KG: Rust             | Bürgerhaus aus der 2. Hälfte des 17. Jahrhunderts mit einem Fassadendekor aus dem 19. Jahrhundert. Die Hoftrakte wurden im 17. und 18. Jahrhundert errichtet. | BDA-Hist.: Q38023011 Status: Bescheid Stand der BDA-Liste: 2025-06-30 Name: Bürgerhaus, ehem. Ackerbürgerhaus mit Stadtmauer GstNr.: 73/2 Hauptstraße 21 (Rust)                                                        |
| ja    | Datei hochladen | Bürgerhaus, ehemaliges Torwächterhaus HERIS-ID: 4635 Objekt-ID: 489                                 | Hauptstraße 22 Standort KG: Rust             | | BDA-Hist.: Q38023399 Status: Bescheid Stand der BDA-Liste: 2025-06-30 Name: Bürgerhaus, ehemaliges Torwächterhaus GstNr.: 106/1 Hauptstraße 22 (Rust)                                                                  |
| ja    | Datei hochladen | Bürgerhaus mit Stadtmauer HERIS-ID: 4636 Objekt-ID: 490                                             | Hauptstraße 23 Standort KG: Rust             | Die einfache Fassade des zweigeschoßigen Bürgerhauses stammt vom Ende des 19. Jahrhunderts. | BDA-Hist.: Q38023810 Status: Bescheid Stand der BDA-Liste: 2025-06-30 Name: Bürgerhaus mit Stadtmauer GstNr.: 83 Hauptstraße 23 (Rust)                                                                                 |
| ja    | Datei hochladen | Bürgerhaus mit Stadtmauer HERIS-ID: 4637 Objekt-ID: 491                                             | Hauptstraße 25 Standort KG: Rust             | Das zweigeschoßige Bürgerhaus mit einfacher Fassade weist ein Korbbogenportal mit Kartusche auf. Das Wappen über der Einfahrt ist mit 1733 bezeichnet. | BDA-Hist.: Q38024093 Status: Bescheid Stand der BDA-Liste: 2025-06-30 Name: Bürgerhaus mit Stadtmauer GstNr.: 84 Hauptstraße 25 (Rust)                                                                                 |
| ja    | Datei hochladen | Bauernhaus mit Stadtmauer HERIS-ID: 4638 Objekt-ID: 492                                             | Hauptstraße 27 Standort KG: Rust             | Die Fassade des eingeschoßigen Hauses ist mit Dekor aus dem 19. Jahrhundert gestaltet. Wohntrakte und Speicher stammen noch aus dem 17. Jahrhundert. | BDA-Hist.: Q38024521 Status: Bescheid Stand der BDA-Liste: 2025-06-30 Name: Bauernhaus mit Stadtmauer GstNr.: 90/2, 90/1 Hauptstraße 27 (Rust)                                                                         |
| ja    | Datei hochladen | Bürgerhaus mit Stadtmauer HERIS-ID: 4639 Objekt-ID: 493                                             | Hauptstraße 29 Standort KG: Rust             | Der Wohntrakt des einfachen eingeschoßigen Hauses stammt aus dem 17. Jahrhundert; seine Fassade wurde im 19. Jahrhundert neu gestaltet. | BDA-Hist.: Q38024684 Status: Bescheid Stand der BDA-Liste: 2025-06-30 Name: Bürgerhaus mit Stadtmauer GstNr.: 92, 91 Hauptstraße 29 (Rust)                                                                             |
| ja    | Datei hochladen | Bürgerhaus, ehem. Rathaus mit Stadtbefestigung HERIS-ID: 4641 Objekt-ID: 495                        | Hauptstraße 31 Standort KG: Rust             | Der zweigeschoßige Seehof diente von 1643 bis 1712 als Rathaus. Anschließend wurde er bis ins 19. Jahrhundert als Kaserne und später als Schule genutzt. Die Fassade ist mit barockem Dekor gestaltet; das Stadtwappen von Rust im Keilstein des Portals zeigt die Jahreszahl 1712. | BDA-Hist.: Q38025289 Status: Bescheid Stand der BDA-Liste: 2025-06-30 Name: Bürgerhaus, ehem. Rathaus mit Stadtbefestigung GstNr.: 97 Hauptstraße 31 (Rust)                                                            |
| ja    | Datei hochladen | Bürgerhaus HERIS-ID: 4647 Objekt-ID: 501                                                            | Joseph Haydngasse 1 Standort KG: Rust        | | BDA-Hist.: Q38026219 Status: Bescheid Stand der BDA-Liste: 2025-06-30 Name: Bürgerhaus GstNr.: 109 Joseph Haydngasse 1 (Rust)                                                                                          |
| ja    | Datei hochladen | Bürgerhaus HERIS-ID: 4650 Objekt-ID: 504                                                            | Joseph Haydngasse 2 Standort KG: Rust        | Das zweigeschoßige Bürgerhaus steht an der Ecke zur Hauptstraße. Seine Fassade mit einem rundbogigen Portal stammt aus dem 19. Jahrhundert. | BDA-Hist.: Q38026706 Status: Bescheid Stand der BDA-Liste: 2025-06-30 Name: Bürgerhaus GstNr.: 141 Joseph Haydngasse 2 (Rust)                                                                                          |
| ja    | Datei hochladen | Bürgerhaus HERIS-ID: 4651 Objekt-ID: 505                                                            | Joseph Haydngasse 3 Standort KG: Rust        | Das Rundbogenportal des zweigeschoßigen Bürgerhauses weist einen geschweiften Giebel mit Pinienzapfen auf. | BDA-Hist.: Q38027034 Status: Bescheid Stand der BDA-Liste: 2025-06-30 Name: Bürgerhaus GstNr.: 115 Joseph Haydngasse 3 (Rust)                                                                                          |
| ja    | Datei hochladen | Bürgerhaus HERIS-ID: 111178 Objekt-ID: 128965                                                       | Joseph Haydngasse 4 Standort KG: Rust        | Der Schlussstein am korbbogigen Tor des eingeschoßigen Bürgerhauses trägt eine Bezeichnung aus dem Jahr 1715. | BDA-Hist.: Q37822424 Status: Bescheid Stand der BDA-Liste: 2025-06-30 Name: Bürgerhaus GstNr.: 142 Joseph Haydngasse 4 (Rust)                                                                                          |
| ja    | Datei hochladen | Bürgerhaus HERIS-ID: 4652 Objekt-ID: 507                                                            | Joseph Haydngasse 5 Standort KG: Rust        | Das zweigeschoßige Bürgerhaus stammt aus dem 17. Jahrhundert. Der Keilstein im Rundbogenportal ist mit 1659 bezeichnet. | BDA-Hist.: Q38027544 Status: Bescheid Stand der BDA-Liste: 2025-06-30 Name: Bürgerhaus GstNr.: 116, 119/1, 117, 119/2 Joseph Haydngasse 5 (Rust)                                                                       |
| ja    | Datei hochladen | Schule HERIS-ID: 22134 Objekt-ID: 18462                                                             | Joseph Haydngasse 6 Standort KG: Rust        | Das zweigeschoßige Gebäude aus der Mitte des 17. Jahrhunderts wurde im 19. Jahrhundert umgestaltet. | BDA-Hist.: Q37867391 Status: Bescheid Stand der BDA-Liste: 2025-06-30 Name: Schule GstNr.: 179 Joseph Haydngasse 6 (Rust)                                                                                              |
| ja    | Datei hochladen | Bürgerhaus HERIS-ID: 4653 Objekt-ID: 508                                                            | Joseph Haydngasse 7 Standort KG: Rust        | Das Haus mit tief sitzendem Erker und rundbogigem Hoftor zeigt ein dörfliches Erscheinungsbild. | BDA-Hist.: Q38027664 Status: Bescheid Stand der BDA-Liste: 2025-06-30 Name: Bürgerhaus GstNr.: 121/2, 123, 124, 121/1, 122 Joseph Haydngasse 7 (Rust)                                                                  |
| ja    | Datei hochladen | Bürgerhaus HERIS-ID: 4654 Objekt-ID: 509                                                            | Joseph Haydngasse 9 Standort KG: Rust        | Das zweigeschoßige Bürgerhaus mit Rundbogentor geht in das 17. und 18. Jahrhundert zurück. | BDA-Hist.: Q38027783 Status: Bescheid Stand der BDA-Liste: 2025-06-30 Name: Bürgerhaus GstNr.: 125, 127/2, 126, 127/1, 128, 130/3, 130/4, 129 Joseph Haydngasse 9 (Rust)                                               |
| ja    | Datei hochladen | Bürgerhaus HERIS-ID: 4648 Objekt-ID: 502                                                            | Joseph Haydngasse 11 Standort KG: Rust       | Das einfache Haus mit Rundbogentor stammt im Kern aus dem 17. Jahrhundert. | BDA-Hist.: Q38026293 Status: Bescheid Stand der BDA-Liste: 2025-06-30 Name: Bürgerhaus GstNr.: 132, 133, 134, 135 Joseph Haydngasse 11 (Rust)                                                                          |
| ja    | Datei hochladen | Bürgerhaus HERIS-ID: 4649 Objekt-ID: 503                                                            | Joseph Haydngasse 13 Standort KG: Rust       | Das bemerkenswerte zweigeschoßige Bürgerhaus des 17. Jahrhunderts weist ein Rundbogentor mit Wappen sowie einen Erker auf Volutenkonsolen auf. | BDA-Hist.: Q38026455 Status: Bescheid Stand der BDA-Liste: 2025-06-30 Name: Bürgerhaus GstNr.: 136/3, 136/5, 136/7, 136/8, 136/9, 136/6, 136/1 Joseph Haydngasse 13 (Rust)                                             |
| ja    | Datei hochladen | Bürgerhaus HERIS-ID: 21060 Objekt-ID: 17374                                                         | Kirchengasse 3 Standort KG: Rust             | Einfaches Bürgerhaus aus dem 16./17. Jahrhundert. | BDA-Hist.: Q37858365 Status: Bescheid Stand der BDA-Liste: 2025-06-30 Name: Bürgerhaus GstNr.: 156 Kirchengasse 3 (Rust)                                                                                               |
| ja    | Datei hochladen | Bürgerhaus HERIS-ID: 22130 Objekt-ID: 18458                                                         | Kirchengasse 9 Standort KG: Rust             | Ehemaliges Winzerhaus, das heute als Kunsthaus genutzt wird. | BDA-Hist.: Q15117808 Status: Bescheid Stand der BDA-Liste: 2025-06-30 Name: Bürgerhaus GstNr.: 149 Kirchengasse 9 (Rust)                                                                                               |
| ja    | Datei hochladen | Kath. Pfarrkirche Hl. Dreifaltigkeit HERIS-ID: 21059 Objekt-ID: 17373                               | Kirchengasse 16 Standort KG: Rust            | Ein schlichter frühbarocker Bau, der von der evangelischen Bürgerschaft errichtet wurde. Die Grundsteinlegung erfolgte 1649 und die Weihe 1651. 1674 wurde die Kirche den Evangelischen weggenommen und 1680 erfolgte eine Neuweihe.                                                | BDA-Hist.: Q27306885 Status: Bescheid Stand der BDA-Liste: 2025-06-30 Name: Kath. Pfarrkirche Hl. Dreifaltigkeit GstNr.: 178 Holy Trinity Church (Rust)                                                                |
| ja    | Datei hochladen | Bürgerhaus HERIS-ID: 21061 Objekt-ID: 17375                                                         | Oggauerstraße 2 Standort KG: Rust            | | BDA-Hist.: Q37858377 Status: Bescheid Stand der BDA-Liste: 2025-06-30 Name: Bürgerhaus GstNr.: 1 Oggauerstraße 2 |
| ja    | Datei hochladen | Bürgerhaus HERIS-ID: 21062 Objekt-ID: 17376                                                         | Oggauerstraße 4 Standort KG: Rust            | | BDA-Hist.: Q37858403 Status: Bescheid Stand der BDA-Liste: 2025-06-30 Name: Bürgerhaus GstNr.: 3/2 Oggauerstraße 4 |
| ja    | Datei hochladen | Bürgerhaus „Zum Auge Gottes“ HERIS-ID: 21072 Objekt-ID: 17386                                       | Rathausplatz 2 Standort KG: Rust             | Ein zweigeschoßiges Bauwerk aus dem 2. Viertel des 18. Jahrhunderts mit einem Erker an der Ecke. | BDA-Hist.: Q37858555 Status: Bescheid Stand der BDA-Liste: 2025-06-30 Name: Bürgerhaus „Zum Auge Gottes“ GstNr.: 166 Rathausplatz 2 (Rust)                                                                             |
| ja    | Datei hochladen | Bürgerhaus HERIS-ID: 21073 Objekt-ID: 17387seit 2012                                                | Rathausplatz 3 Standort KG: Rust             | | BDA-Hist.: Q37858581 Status: Bescheid Stand der BDA-Liste: 2025-06-30 Name: Bürgerhaus GstNr.: 168 Rathausplatz 3 (Rust)                                                                                               |
| ja    | Datei hochladen | Bürgerhaus HERIS-ID: 22131 Objekt-ID: 18459seit 2012                                                | Rathausplatz 4 Standort KG: Rust             | Ein ebenerdiges Haus mit weißem Dekor. | BDA-Hist.: Q37867351 Status: Bescheid Stand der BDA-Liste: 2025-06-30 Name: Bürgerhaus GstNr.: 169, 170 Rathausplatz 4 (Rust)                                                                                          |
| ja    | Datei hochladen | Bürgerhaus, Bankgebäude HERIS-ID: 21085 Objekt-ID: 17399seit 2012                                   | Rathausplatz 5 Standort KG: Rust             | Ein zweigeschoßiger Bau (ursprünglich eingeschoßig) mit einem Wappen, datiert mit 1738, am Rundbogenportal. | BDA-Hist.: Q37858818 Status: Bescheid Stand der BDA-Liste: 2025-06-30 Name: Bürgerhaus, Bankgebäude GstNr.: 171 Rathausplatz 5 (Rust)                                                                                  |
| ja    | Datei hochladen | Bürgerhaus HERIS-ID: 21074 Objekt-ID: 17388                                                         | Rathausplatz 6 Standort KG: Rust             | Eine rundbogige Einfahrt führt zwischen die beiden Trakte des im Kern aus dem 17. Jahrhundert stammenden Bürgerhauses. | BDA-Hist.: Q37858594 Status: Bescheid Stand der BDA-Liste: 2025-06-30 Name: Bürgerhaus GstNr.: 173, 174/1, 174/2, 174/3, 172 Rathausplatz 6 (Rust)                                                                     |
| ja    | Datei hochladen | Hotel „Stadt Rust“ HERIS-ID: 21075 Objekt-ID: 17389                                                 | Rathausplatz 7 Standort KG: Rust             | Das ursprünglich aus dem 17. und 18. Jahrhundert stammende Hotelgebäude wurde modern umgestaltet. | BDA-Hist.: Q37858608 Status: Bescheid Stand der BDA-Liste: 2025-06-30 Name: Hotel „Stadt Rust“ GstNr.: 176, 175, 177 Hotel am Rathausplatz (Rust)                                                                      |
| ja    | Datei hochladen | Bürgerhaus HERIS-ID: 21076 Objekt-ID: 17390                                                         | Rathausplatz 8 Standort KG: Rust             | Ein Bauwerk, dessen Kernsubstanz aus dem 17. Jahrhundert stammt. | BDA-Hist.: Q37858635 Status: Bescheid Stand der BDA-Liste: 2025-06-30 Name: Bürgerhaus GstNr.: 204 Rathausplatz 8 (Rust)                                                                                               |
| ja    | Datei hochladen | Bürgerhaus HERIS-ID: 21077 Objekt-ID: 17391                                                         | Rathausplatz 9 Standort KG: Rust             | Das eingeschoßige Haus mit Kragbogenportal stammt vom Ende des 18. Jahrhunderts. | BDA-Hist.: Q37858650 Status: Bescheid Stand der BDA-Liste: 2025-06-30 Name: Bürgerhaus GstNr.: 205 Rathausplatz 9 (Rust)                                                                                               |
| ja    | Datei hochladen | Bürgerhaus HERIS-ID: 21064 Objekt-ID: 17378                                                         | Rathausplatz 10a Standort KG: Rust           | Das Bürgerhaus mit modernisierter Fassade weist neben dem Portal noch eine spätmittelalterliche Nische auf. | BDA-Hist.: Q37858424 Status: Bescheid Stand der BDA-Liste: 2025-06-30 Name: Bürgerhaus GstNr.: 210/2, 211, 210/3, 212 Rathausplatz 10 (Rust)                                                                           |
| ja    | Datei hochladen | Bürgerhaus HERIS-ID: 21065 Objekt-ID: 17379                                                         | Rathausplatz 11 Standort KG: Rust            | Das zweigeschoßige Bürgerhaus mit einfachem Fassadendekor stammt im Kernbestand aus dem 18. Jahrhundert. | BDA-Hist.: Q37858445 Status: Bescheid Stand der BDA-Liste: 2025-06-30 Name: Bürgerhaus GstNr.: 213 Rathausplatz 11 (Rust)                                                                                              |
| ja    | Datei hochladen | Bürgerhaus mit Stadtmauer und Südbastei HERIS-ID: 21066 Objekt-ID: 17380                            | Rathausplatz 12 Standort KG: Rust            | Das zweigeschoßige Bürgerhaus mit Rundbogentor ist hinten an die Stadtmauer angebaut. | BDA-Hist.: Q37858458 Status: Bescheid Stand der BDA-Liste: 2025-06-30 Name: Bürgerhaus mit Stadtmauer und Südbastei GstNr.: 218, 219, 220/1, 220/2, 220/3, 220/4, 221/1, 221/2, 222 Rathausplatz 12 (Rust)             |
| ja    | Datei hochladen | Bürgerhaus HERIS-ID: 111739 Objekt-ID: 129748seit 2012                                              | Rathausplatz 13 Standort KG: Rust            | Der Hoftrakt des zweigeschoßigen Bürgerhauses stammt aus dem 17. und 18. Jahrhundert. Die Fassade mit plastischem Dekor wurde jedoch im 19. Jahrhundert neu gestaltet. | BDA-Hist.: Q37826350 Status: Bescheid Stand der BDA-Liste: 2025-06-30 Name: Bürgerhaus GstNr.: 223/2, 223/4, 223/3, 223/5 Rathausplatz 13 (Rust)                                                                       |
| ja    | Datei hochladen | Bürgerhaus HERIS-ID: 21067 Objekt-ID: 17381                                                         | Rathausplatz 14 Standort KG: Rust            | In der Einfahrt des eingeschoßigen Gebäudes sind noch Fenster aus dem 17. Jahrhundert erhalten. | BDA-Hist.: Q37858485 Status: Bescheid Stand der BDA-Liste: 2025-06-30 Name: Bürgerhaus GstNr.: 229 Rathausplatz 14 (Rust)                                                                                              |
| ja    | Datei hochladen | Bürgerhaus HERIS-ID: 21068 Objekt-ID: 17382                                                         | Rathausplatz 15 Standort KG: Rust            | Das Bürgerhaus besteht aus zwei getrennten Trakten. Der tief sitzende Erker auf einem Steinsockel stammt aus dem 18. Jahrhundert. | BDA-Hist.: Q37858501 Status: Bescheid Stand der BDA-Liste: 2025-06-30 Name: Bürgerhaus GstNr.: 236/6, 232, 236/2, 236/11, 230/1, 235/2, 231, 235/1, 234, 236/7, 236/9, 233, 236/8, 230/2, 230/3 Rathausplatz 15 (Rust) |
| ja    | Datei hochladen | Adlerbrunnen HERIS-ID: 21063 Objekt-ID: 17377                                                       | bei Rathausplatz 15 Standort KG: Rust        | Der Adlerbrunnen auf dem Rathausplatz ist mit 1720 bezeichnet. Im Jahr 1978 wurde er nach alten Ansichten unter Verwendung originaler Eisenteile neu errichtet. | BDA-Hist.: Q37858413 Status: Bescheid Stand der BDA-Liste: 2025-06-30 Name: Adlerbrunnen GstNr.: 181/2 Adlerbrunnen (Rust)                                                                                             |
| ja    | Datei hochladen | Kath. Pfarrhof HERIS-ID: 21069 Objekt-ID: 17383                                                     | Rathausplatz 16 Standort KG: Rust            | Der Straßentrakt des katholischen Pfarrhofs ist mit 1614 bezeichnet, der Hintertrakt ist modern. | BDA-Hist.: Q37858516 Status: Bescheid Stand der BDA-Liste: 2025-06-30 Name: Kath. Pfarrhof GstNr.: 246 Pfarrhof Rust                                                                                                   |
| ja    | Datei hochladen | Ehem. Bürgerspital HERIS-ID: 21070 Objekt-ID: 17384                                                 | Rathausplatz 17 Standort KG: Rust            | Das frühere Bürgerspital besteht aus zwei getrennten Trakten. Rechts von der Einfahrt steht das ehemalige Armenhaus. Die Fassade des linken Traktes ist durch einen Risalit mit Sonnentor in Steinrahmen gestaltet.                                                                 | BDA-Hist.: Q37858543 Status: Bescheid Stand der BDA-Liste: 2025-06-30 Name: Ehem. Bürgerspital GstNr.: 247 Ehemaliges Bürgerspital (Rust)                                                                              |
| ja    | Datei hochladen | Bürgerhaus HERIS-ID: 111177 Objekt-ID: 128964                                                       | Rathausplatz 18 Standort KG: Rust            | Das älteste Haus auf dem Rathausplatz stammt aus dem 16. bis 18. Jahrhundert und diente früher als Schule und Lehrerwohnung. | BDA-Hist.: Q37822414 Status: Bescheid Stand der BDA-Liste: 2025-06-30 Name: Bürgerhaus GstNr.: 249 Rathausplatz 18 (Rust)                                                                                              |
| ja    | Datei hochladen | Fischerkirche, ehem. Pfarrkirche hll. Pankratius und Ägidius HERIS-ID: 4612 Objekt-ID: 465seit 2012 | bei Rathausplatz 18 Standort KG: Rust        | Eine ehemalige Wehrkirche, die auf den Resten eines römischen Wachturmes im 12. Jahrhundert errichtet und im Laufe der Zeit mehrfach erweitert wurde. | BDA-Hist.: Q1420106 Status: Bescheid Stand der BDA-Liste: 2025-06-30 Name: Fischerkirche, ehem. Pfarrkirche hll. Pankratius und Ägidius GstNr.: 248 Fischerkirche (Rust)                                               |
| ja    | Datei hochladen | Bürgerhaus mit Scheune HERIS-ID: 21078 Objekt-ID: 17392                                             | Seezeile 22 Standort KG: Rust                | | BDA-Hist.: Q37858671 Status: Bescheid Stand der BDA-Liste: 2025-06-30 Name: Bürgerhaus mit Scheune GstNr.: 190, 192/2, 187 Seezeile 22                                                                                 |
| ja BW | Datei hochladen | Scheune HERIS-ID: 111740 Objekt-ID: 129749seit 2012                                                 | Seezeile 24 Standort KG: Rust                | | BDA-Hist.: Q37826358 Status: Bescheid Stand der BDA-Liste: 2025-06-30 Name: Scheune GstNr.: 186, 192/3 Seezeile 24 (Rust)                                                                                              |
| ja    | Datei hochladen | Bürgerhaus HERIS-ID: 21079 Objekt-ID: 17393                                                         | Weinberggasse 1 Standort KG: Rust            | | BDA-Hist.: Q37858685 Status: Bescheid Stand der BDA-Liste: 2025-06-30 Name: Bürgerhaus GstNr.: 260 Weinberggasse 1 (Rust)                                                                                              |
| ja    | Datei hochladen | Bildstock, Tabernakelpfeiler HERIS-ID: 4610 Objekt-ID: 463                                          | gegenüber Weinberggasse 21 Standort KG: Rust | Der Tabernakelbildstock mit einem Steinkreuz wurde laut Inschrift im Jahr 1643 gestiftet und später restauriert. | BDA-Hist.: Q38014614 Status: Bescheid Stand der BDA-Liste: 2025-06-30 Name: Bildstock, Tabernakelpfeiler GstNr.: 3812                                                                                                  |
| ja    | Datei hochladen | Bürgerhaus HERIS-ID: 21080 Objekt-ID: 17394                                                         | Zum Alten Stadttor 1 Standort KG: Rust       | Das umgebaute Biedermeierhaus mit geschweiftem Giebel stammt laut der Bauinschrift aus dem Jahr 1844. | BDA-Hist.: Q37858698 Status: Bescheid Stand der BDA-Liste: 2025-06-30 Name: Bürgerhaus GstNr.: 139 Zum alten Stadttor 1 (Rust)                                                                                         |
| ja    | Datei hochladen | Zwei Bürgerhäuser HERIS-ID: 21081 Objekt-ID: 17395                                                  | Zum Alten Stadttor 2/3 Standort KG: Rust     | Die dörflich geprägten Gebäude stammen aus dem 17. und 18. Jahrhundert. | BDA-Hist.: Q37858731 Status: Bescheid Stand der BDA-Liste: 2025-06-30 Name: Zwei Bürgerhäuser GstNr.: 192/1, 193/1, 193/2, 191 Zum alten Stadttor 2/3 (Rust)                                                           |
| ja    | Datei hochladen | Bürgerhaus HERIS-ID: 21082 Objekt-ID: 17396                                                         | Zum Alten Stadttor 4 Standort KG: Rust       | | BDA-Hist.: Q37858757 Status: Bescheid Stand der BDA-Liste: 2025-06-30 Name: Bürgerhaus GstNr.: 198 Zum alten Stadttor 4 (Rust)                                                                                         |
| ja    | Datei hochladen | Bürgerhaus HERIS-ID: 21083 Objekt-ID: 17397                                                         | Zum Alten Stadttor 5 Standort KG: Rust       | Die Fassade des zweigeschoßigen Bürgerhauses wurde im 18. Jahrhundert vorgezogen und neu gestaltet. Die Hintertrakte stammen noch aus dem 17. Jahrhundert. | BDA-Hist.: Q37858790 Status: Bescheid Stand der BDA-Liste: 2025-06-30 Name: Bürgerhaus GstNr.: 199/2, 199/1 Zum alten Stadttor 5 (Rust)                                                                                |